# Michael Balint
Michael Balint (maďarsky Bálint Mihály, 3. prosince 1896, Budapešť – 31. prosince 1970, Bristol) byl maďarský psychoanalytik, který se stal jedním z inspirátorů britských teoretiků objektních vztahů (tzv. Nezávislá skupina).
Narodil se jako Mihály Maurice Bergsmann v Budapešti v rodině maďarských Židů, později si ale změnil jméno na Bálint Mihály a konvertoval k unitářství.
Jeho analytikem byl Sándor Ferenczi. I díky jeho vlivu se zásadněji odklonil od Freudova učení a terapeutické techniky. Balint byl přesvědčen, že vážně psychicky nemocní pacienti v terapii hledají především "primární milující objekt", který jim byl odepřen v dětství, načež došlo k tzv. "bazální chybě" – roztříštění Self. Podle Balinta je touha být milován vrozená a dítě předpokládá, že objekt (matka) existuje, aby ho miloval.
Balint definoval rovněž takzvaný filobatický a oknofilický přístup kojence ke zvládání úzkosti.
Balint nejvíce ovlivnil britského psychoanalytika Ronalda Fairbairna.